# Ochsenbug
L'Ochsenbug est une montagne qui s’élève à 3 007 m d’altitude dans les Hohe Tauern, en Autriche.